# Длиннохвостый лягушкорот
Длиннохвостый лягушкорот, или северный лягушкорот (лат. Batrachostomus hodgsoni), — вид птиц из семейства лягушкоротов (Podargidae). Видовое название дано в честь английского натуралиста Брайана Ходжсона (1800—1894).

## Описание
Птица длиной 22—27,5 см, массой около 50 г. Окрашены в коричневый или серо-коричневый цвет.
Активный ночью. Питается насекомыми и мелкими беспозвоночными. Гнездо строит в развилке ветвей. В кладке 2—4 белых яйца. Инкубация длится 30 дней.

## Ареал
Вид встречается в Бангладеш, Бутане, на востоке Индии, на юге Китая, в Лаосе, Мьянме, на севере Таиланда и во Вьетнаме.